# Conradin Kreutzer
Conradin Kreutzer, nemški skladatelj in dirigent, * 22. november 1780, Messkirch, Nemčija, † 14. december 1849, Riga.
Njegovo najbolj znano delo je romantična opera v dveh dejanjih Prenočišče v Granadi /nem. Das Nachtlager in Granada/, ki je bila krstno uprizorjena 13. januarja 1834 na Dunaju pod njegovim vodstvom. Opero so večkrat uprizorili tudi na slovenskih odrih.

## Priznanja
Izvoljen je bil za častnega člana Filharmonične družbe v Ljubljani.